# ロボピッチャー
ロボピッチャー（robopitcher）は京都府出身のポップバンドである。

## 概要
加藤隆生を中心に、京都で音楽活動をしていたメンバーが集って2002年1月結成。2004年3月にワーナーインディーズネットワークより1stミニアルバム「消えた3ページ」をリリース。2006年ユニバーサルミュージックよりデビュー。
2002年より京都でゆーきゃん、Limited Express (has gone?)とともに「ボロフェスタ」を主催。
2010年、ボロフェスタのステージ上にて活動休止を発表。

## メンバー
- 加藤隆生（1974年9月14日 - ）：ボーカル・ギター・作詞・作曲
  - 岐阜県生まれ。同志社大学文学部卒業。印刷会社勤務を経て退職し、ロボピッチャーを結成。
  - フリーペーパー「SCRAP」の編集長を務め、誌面と連動したイベント企画「リアル脱出ゲーム」で人気を博す。
  - 「情熱大陸」（毎日放送）2013年10月13日放送分に出演。
- 伊藤忠之：キーボード・プログラミング・コーラス
  - ゲーム音楽制作者として「RPGツクール2000」などに携わった後に加入。
  - 劇団ヨーロッパ企画の公演や「リアル脱出ゲーム」にも音楽担当として参加している。
- 有田さとこ：ベース・コーラス
  - 4歳からヴァイオリンを始め、同志社大学在学中にベースを始める。ジャッカル、京都町内会バンドを経て加入。
- 森崇：ドラム・コーラス
  - 京都市出身。13歳よりドラムを始め、1990年にレコーディングスタジオを設立。トラックメーカー、レコーディング・エンジニアとしても活動。

## ディスコグラフィー

### アルバム
|          | 発売日                          | タイトル                     | 規格品番             | 収録曲 | 備考 |
| -------- | ------------------------------- | ---------------------------- | -------------------- | --- | ---- |
| 1st mini | 2004年3月25日 2005年6月1日:再発 | 消えた3ページ                | WINN-82150 POCE-2523 | 1. わたしの形の溶けたチョコレート 2. ロボピッチャー 3. 夕暮れ時を待ちながら 4. キノコ 5. パンチドランカー 6. フラワー |      |
| 2nd mini | 2004年11月21日                  | 透明ランナー                 | POCE-2509            | 1. ループ 2. 恋でも恋じゃなくても 3. キャンディー 4. チンパンジー 5. 井戸を掘って 6. 世界最速のワルツ |      |
| 3rd mini | 2005年10月5日                   | まぼろしコントロール         | POCE-2537            | 1. サイケデリック・ハロー 2. キャンディービート 3. ヘブン 4. 今日じゃない明日 5. 泣きべそをかきましょう 6. ミクロ |      |
| 1st      | 2006年9月13日                   | アリバイと40人の盗賊         | POCE-2541            | 1. 紺碧の歌 2. 卓球 makes me high! 3. モーニング・モーニング 4. ビッグバンデイ 5. ライムライト 6. たった2つの冴えたやり方 7. かさぶたロックンロール 8. ファンファーレ 9. 幸せの意味 10. Velvet a Go! Go! 11. ギリギリロッテンマイヤー 12. 宴 13. だいじょうぶ、たぶん |      |
| 2nd      | 2023年4月12日                   | ロボピッチャーの『起死回生』 | SCRAP-00006          | 1. 限りある世界で 2. Love Song 3. ファティコ 4. ロマンチック探偵 5. パンダーマン 6. 今日ぼく手紙を全部焼いたよ 7. タングラム 8. Question Repeater 9. つぎ見る雲が一番きれい                                                                                           |      |

### 参加オムニバス
- STYLUS#6（2003年2月）
  - 10. つぎ見る雲が一番きれい
- WORDS+WORTH（2003年11月）
  - 1. フラワー
  - 12. 夕暮れ時を待ちながら
- みやこ音楽（2006年11月）
  - 5. たった2つの冴えたやり方